# Límit arbori

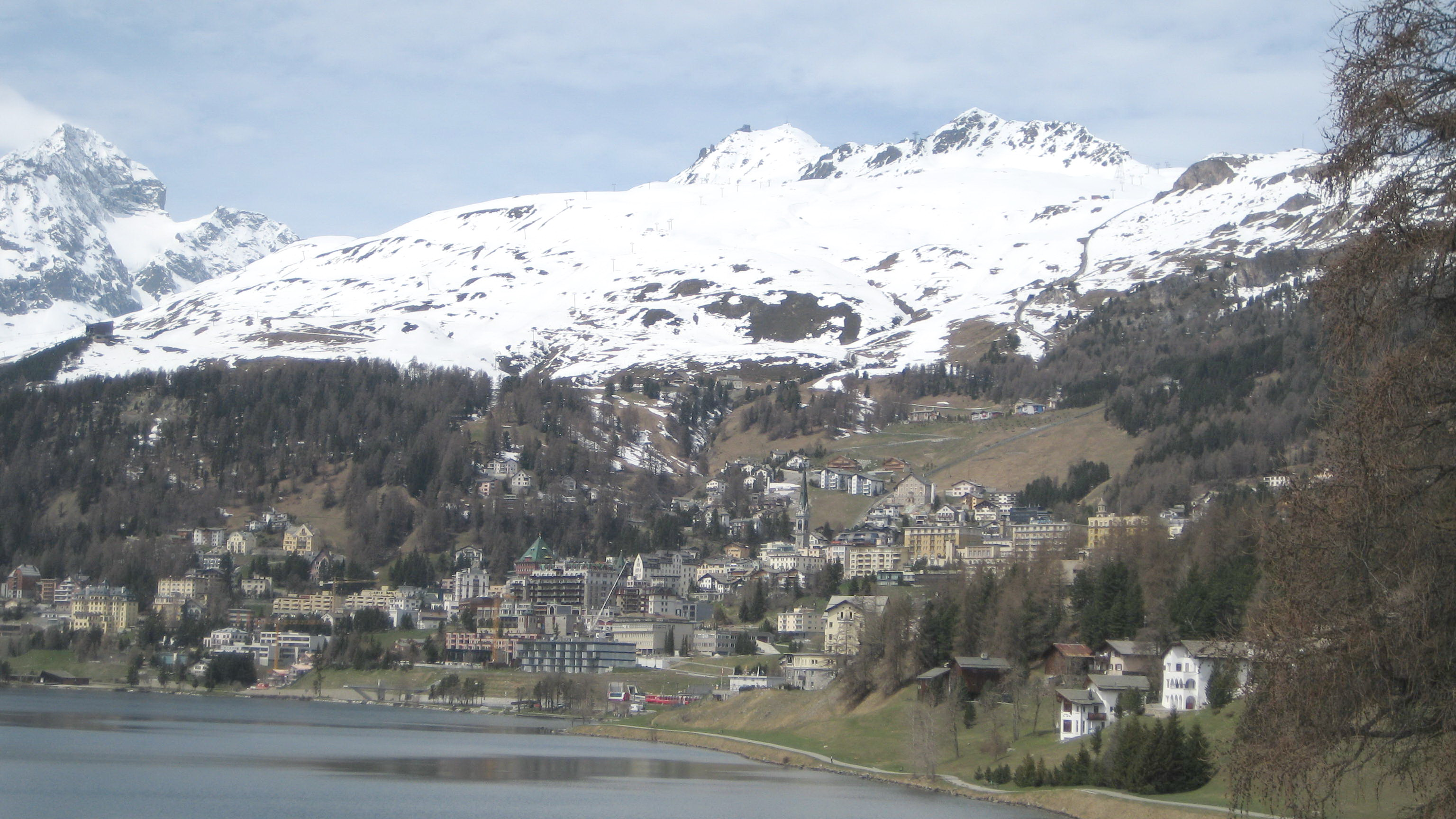
Límit arbori a Sant Moritz, Suïssa. Maig de 2009

El límit arbori, límit de creixement dels arbres o línia arbrada és la línia que forma l'hàbitat on els arbres són capaços de créixer. Més enllà d'aquesta línia no ho poden fer perquè les condicions ambientals passen a ser inapropiades, normalment per les temperatures massa fredes o manca d'humitat suficient. En alguns casos també es distingeix un límit addicional on els arbres poden fer un tronc. El límit arbori és, en general, més alt a la solana d'una muntanya que no pas a l'obaga. A mesura que els arbres s'acosten al límit arbori es van fent més raquítics i els darrers arbres són ja nans i prostrats formant masses arbustives. Si aquesta situació la causa el vent s'anomena formació krummholz paraula derivada de l'alemany que vol dir 'fusta torta'. El límit arbori com altres línies frontereres naturals (com la dels llacs) es veuen ben definides des de la distància, però vist més de prop s'aprecia una transició gradual a la majoria de llocs. Als Països Catalans el límit arbori per altitud només es troba a Catalunya, als Pirineus i Prepirineus. El límit per secada no apareix, ja que les espècies mediterrànies autòctones de pins (Pi blanc i Pi pinyoner) viuen bé per sobre d'una pluviometria de 250 litres, pluja que se supera en tot el territori.

## Tipus
En ecologia i geologia hi ha diversos tipus de límits arboris:

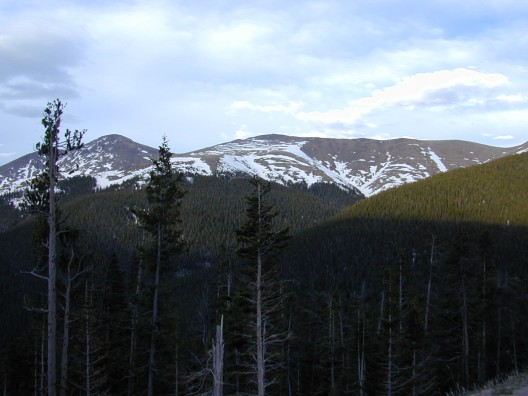
Límit arbori alpí amb la transició entre els arbres i els arbusts i l'acció del vent.

### Alpí
En el cas de les muntanyes amb clima subalpí, com els mateixos Alps, Pirineus, etc. les majors altituds que hostatgen arbres arriben fins que fa massa fred (especialment a l'estiu) o la capa de neu persisteix massa temps al llarg de l'any. Per sobre del límit dels arbres ja es presenta el clima alpí i la vegetació des prat alpí (altrament dita tundra alpina).

### Desert
En els deserts i semideserts el límit arbori depèn de la disponibilitat d'aigua. Els arbres tendeixen a concentrar-se en els punts on s'acumula l'aigua com poden ser les lleres seques dels uadis on hi ha aigua subterrània, en aquests casos no hi ha una línia de creixement pròpiament dita, ja que la presència d'arbres és esparsa i depèn de la topografia. En llocs com els deserts del sud-oest dels Estats Units els arbres se situen aproximadament a altituds d'uns 1500 m on augmenta de manera significativa la precipitació i davallen les temperatures oferint un índex d'humitat adequat pels arbres mentre per sota d'aquest nivell només hi ha algunes espècies arbòries molt xeròfites (com per exemple l'arbre de Josuè.

### Desert alpí
En algunes zones muntanyenques, les altituds per sobre de la línia de condensació o en vessants solanes o a sotavent pot tenir com a resultat una menor pluviometria i un augment de la radiació solar. Això asseca el sòl fent l'ambient inapropiat pels arbres. Els vessants de Mauna Loa per sobre dels 3.000 m a Hawaii en són un exemple. Moltes solanes de muntanyes de l'oest dels Estats Units. tenen el límit arbori més baix que les obagues per tenir més exposició solar i més aridesa.

### Doble tolerància
Les diverses espècies d'arbres mostren toleràncies diferents al fred i la secada. Les serralades de muntanyes aïllades per oceans o deserts poden tenir espècies d'arbres que ocupen espais per sobre del límit arbori alpí o per sota del límit arbori del desert. Per exemple en diverses serralades de la Gran Conca dels Estats Units tenen bandes per sota de pins Pinyon (Pinus monophylla subsp. monophylla) i ginebres (Juniperus osteosperma) separades per zones intermèdies arbustives sense arbres de les bandes superiors de pi Limber (Pinus flexilis) i pins Bristlecone (Pinus longaeva).

### Exposició
A la costa i les muntanyes aïllades el límit arbori és sovint més baix que el corresponent a la mateixa altitud de l'interior, o en serralades més grans, perquè el fort vent redueix el creixement dels arbres. A més la manca de sòl adequat junt amb els pendents de rosseguera o talús i les roques eviten que els arbres arrelin adequadament i els exposa al sol i la secada.

### Àrtic
A l'hemisferi nord la terra que es troba a la latitud més al nord és massa freda per tenir arbres a més el terra permanentment glaçat (permagel) també dificulta que s'hi estableixin arbres tot i que en climes més al sud els arbres arrelen en el permagel.

### Antàrtic
A l'hemisferi sud la terra més al sud es troba en el continent antàrtic i és massa freda (de fet està coberta de gel) pel creixement dels arbres. Tampoc hi ha arbres en les illes subantàrtiques.

### Altres
Hi ha altres factors ambientals que impedeixen el creixement dels arbres com pot ser la calor geotèrmica al Parc Nacional de Yellowstone, alta acidesa en torberes, alta salinitat en sòls o llacs. En pantans hi poden créixer arbres com els Xiprers calbs hi espècies arbòries es troben en els manglars. En zones fredes hi ha un límit arbori al voltant dels pantans. En zones molt contaminades s'ha desenvolupat límits arboris com per exemple a Nikel a Rússia i prèviament a les Muntanyes Metal·líferes.

## Vegetació típica

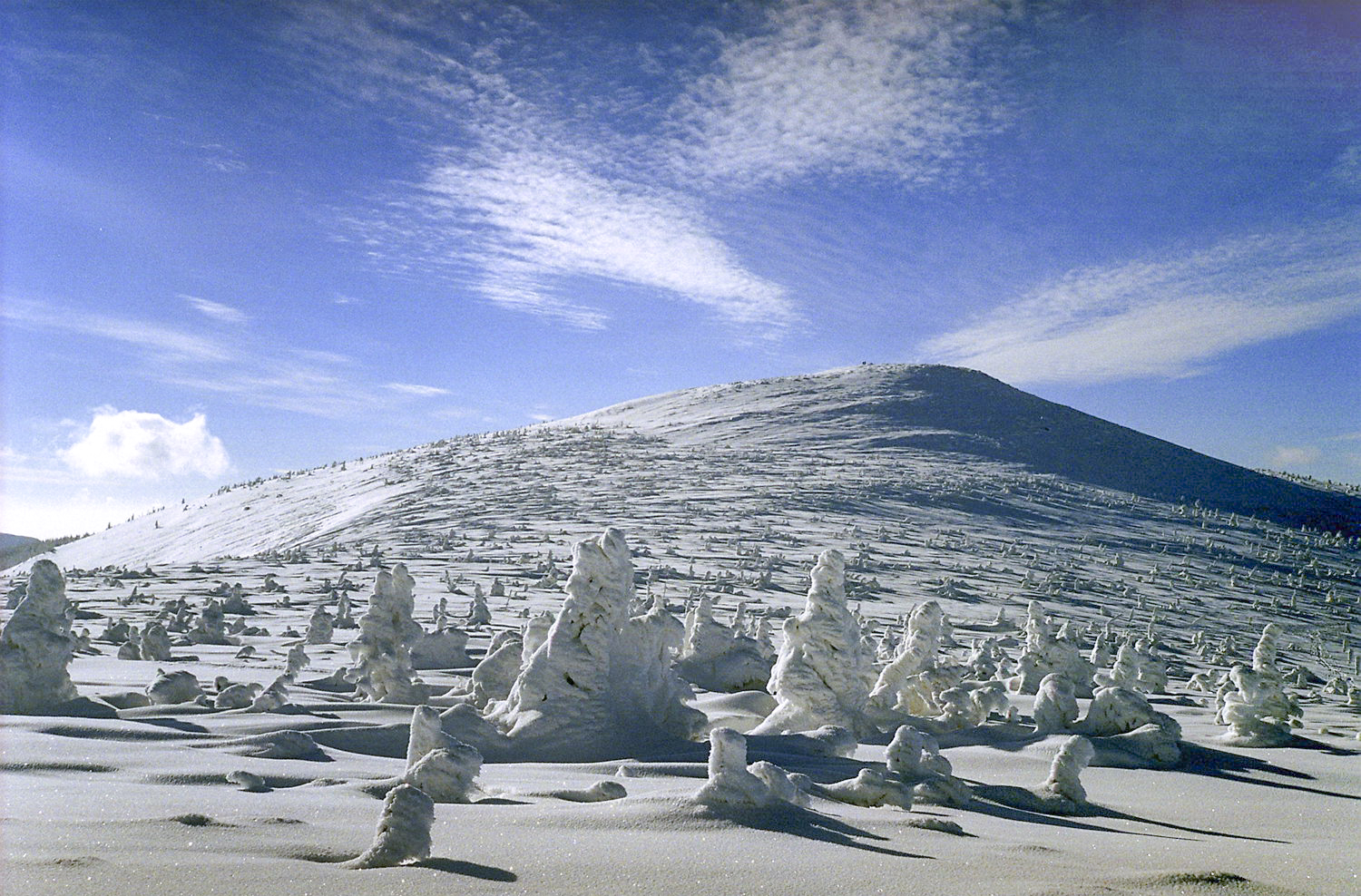
Hivern sever al límit arbori han fet un creixement krummholz. Karkonosze, Polònia.

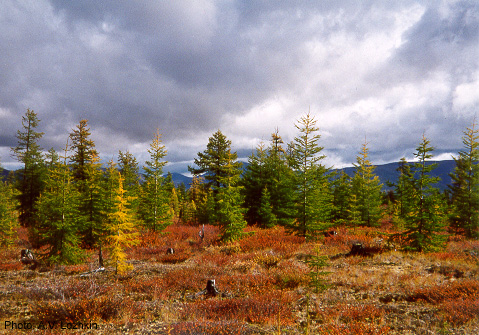
Làrixs, Larix gmelinii creixent prop del límit arbori a la regió de Kolimà al nord-est de Sibèria.

Algunes espècies d'arbres típiques del límit arbori (hi predominen les coníferes):

### Euràsia
- Làrix de Gmelin
- Avet subalpí
- Pi suís (Pinus cembra)
- Pi negre (Pinus mugo)
- Bedoll pubescent (Betula pubescens subsp. tortuosa)

### Amèrica del nord
- Avet subalpí
- Làrix alpí
- Picea d'Engelmann
- Pi d'escorça blanca
- Pinus longaeva
- Pinus aristata
- Pi de cua de guineu
- Pi Limber
- Pinus culminicola
- Picea mariana
- Pi de Hartweg

### Amèrica del sud

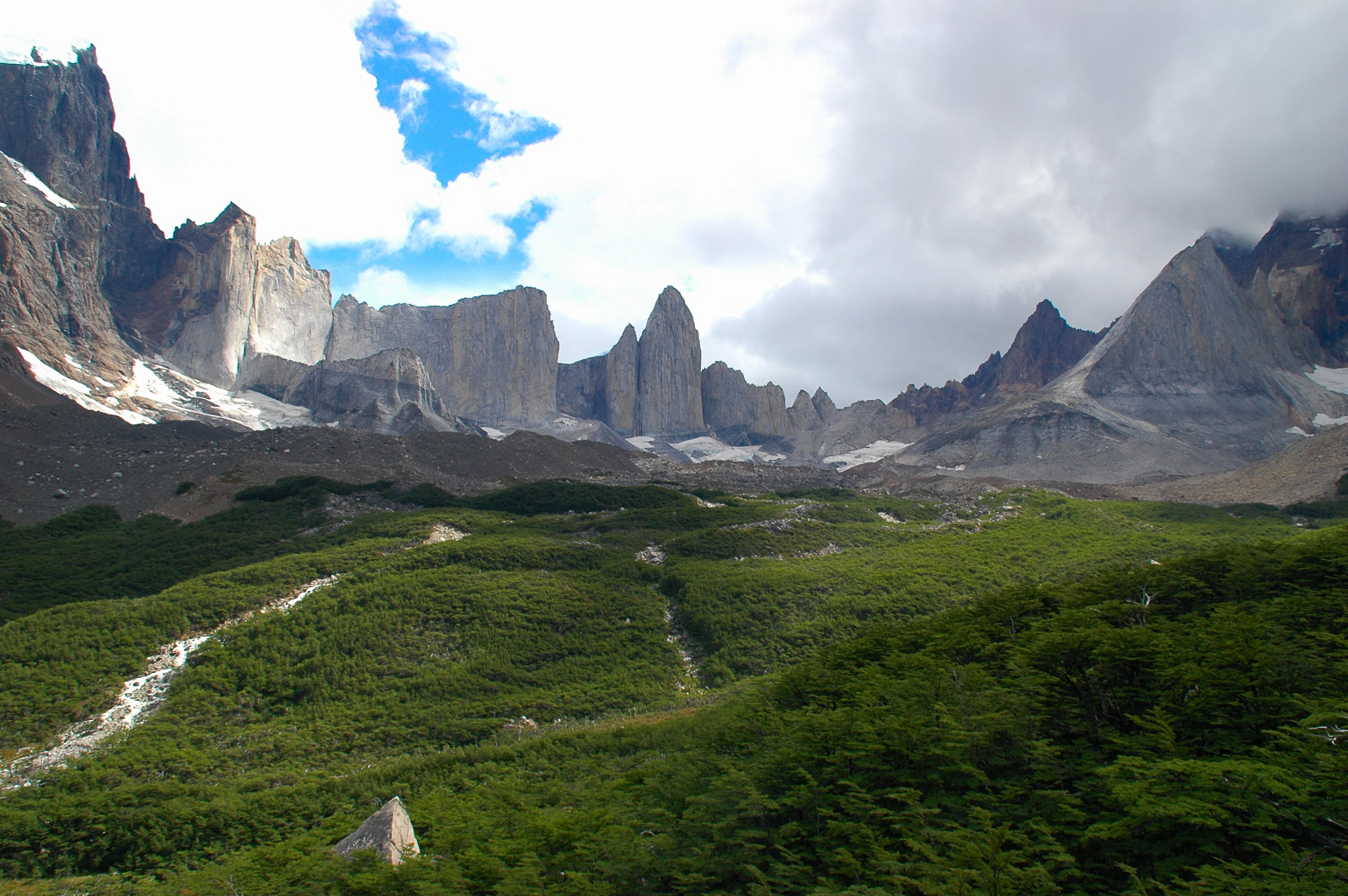
Vista d'un bosc prop del límit arbori al Parc nacional Torres del Paine Xile.

- Nothofagus antarctica
- Nothofagus pumilio
- Polylepis (Polylepis tarapacana)

### Austràlia
- Eucalyptus pauciflora

## Distribució mundial

### Límit arbori alpí
El límit arbori alpí depèn de variables locals com són l'aspecte geogràfic del pendent, l'ombra pluviomètrica i la proximitat als pols. En les illes i zones tropicals que no han tingut accés a les espècies subalpines poden presentar un límit arbori a més baixa altitud del que es podria esperar pel seu clima. .
| Localitat                                   | Latitud aproximada | Altitud aproximada del límit arbori | Altitud aproximada del límit arbori |
| Localitat                                   | Latitud aproximada | (m)                                 | |
| ------------------------------------------- | ------------------ | ----------------------------------- | --- |
| Escòcia                                     | 57°N               |                                     | La forta influència marítima proporciona un estiu fresc i restringeix el creixement dels arbres                                                  |
| Suècia                                      | 68°N               | 800 m                               | |
| Chugach Mountains, Alaska                   | 61°N               | 700 m                               | En zones litoral el límit arbori és de 500 m o menys                                                                                             |
| Noruega                                     | 61°N               | 1.100 m                             | Molt més baix prop de la costa, a 500–600 metres. Als 71°N, a Finnmark el límit arbori estaria per sota del nivell del mar (límit arbori àrtic). |
| Muntanyes Olímpiques, EUA                   | 47°N               | 1.500m                              | Les fortes nevades perjudiquen els arbres joves a l'estiu                                                                                        |
| Suïssa (Alps)                               | 47°N               | 2.200m                              | [ 2 ] |
| Canadà (Muntanyes Rocoses)                  | 51°N               |                                     | |
| Mount Katahdin, Maine, EUA                  | 46°N               | 1.150m                              | |
| Àustria, Itàlia (Alps de l'est)             | 46°N               | 1.750 m                             | més exposats als vents freds de Rússia que els Alps Occidentals                                                                                  |
| Alps de Piemont, Nord-oest d'Itàlia         | 45°N               | 2.100m                              | |
| Nou Hampshire, EUA                          | 44°N               | 1.400 m                             | Alguns cims tenen el límit arbori més baix pels incendis i la pèrdua de sòl que ocasionen com Grand Monadnock i Mount Chocorua.                  |
| Wyoming, EUA                                | 43°N               | 3.000 m                             | |
| Muntanyes Rila i Pirin, Bulgària            | 42°N               | 2.300 m                             | Més de 2.600m en condicions favorables, el pi negre fa normalment de límit arbori.                                                               |
| Pirineus Espanya, França, Andorra           | 42°N               | 2.300 m                             | El límit arbori és amb el pi negre. Alguns pins aïllats es troben més amunt fins a 2.700 metres.                                                 |
| Wasatch Mountains, Utah, EUA                | 40°N               | 2.900m                              | Encara més amunt a les muntanyes Uintas |
| Parc Nacional de les Muntanyes Rocoses, EUA | 40°N               | 3.500m                              | En vessants calents del sud |
| Parc Nacional de les Muntanyes Rocoses, EUA | 40°N               | 3.250 m                             | En vessants freds del nord |
| Alps japonesos                              | 39°N               | 2900 m                              | |
| Parc Nacional Yosemite, EUA                 | 38°N               | 3.200 m                             | A l'oest de Sierra Nevada |
| Parc Nacional Yosemite, EUA                 | 38°N               | 3600 m                              | A la banda est de Sierra Nevada |
| Sierra Nevada, Espanya                      | 37°N               | 2.400 m                             | Poca pluja a l'estiu |
| Himàlaia                                    | 28°N               | 4.400 m                             | |
| Hawaii, EUA                                 | 20°N               | 2.800 m                             | Aïllament geogràfic i sense espècies autòctones que resisteixin les baixes temperatures (vegeu Kilimanjaro).                                     |
| Pico de Orizaba, Mèxic                      | 19°N               | 4.000 m                             | [ 2 ] |
| Costa Rica                                  | 9.5°N              | 3.400 m                             | |
| Kilimanjaro, Tanzània                       | 3°S                | 3.000 m                             | És un exemple de lloc aïllat geogràficament que no té accés a espècies de clima subalpí, per això té un límit arbori relativament baix.          |
| Nova Guinea                                 | 6°S                | 3.900 m                             | |
| Andes, Perú                                 | 11°S               | 3.900 m                             | Cantó est; al cantó oest el creixement d'arbres està restringit per la secada                                                                    |
| Andes, Bolívia                              | 18°S               | 5.200 m                             | Serralada occidental; s'hi troba el límit arbori més alt del món amb l'espècie rosàcia Polylepis tarapacana                                      |
| Andes, Bolívia                              | 18°S               | 4.100 m                             | Serralada oriental; el límit arbori és més baix per la radiació solar més baixa (clima més humit)                                                |
| Sierra de Córdoba, Argentina                | 31°S               | 2.000 m                             | Baixa pluviometria per sobre dels vents alisis i també una alta exposició                                                                        |
| Alps australians, Austràlia                 | 36°S               | 2.000 m                             | Costat oest |
| 1.700 m                                     | Costat est         |                                     | |
| Tasmània, Austràlia                         | 41°S               | 1.200m                              | Hiverns freds, vents freds forts i estius frescos de vegades amb neu a l'estiu que restringeixen el creixement dels arbres                       |
| Illa del Sud, Nova Zelanda                  | 43°S               | 1.200 m                             | La forta influència marítima fa que l'estiu sigui fresc i això restringeix el creixement dels arbres                                             |
| Parc Nacional Torres del Paine, Xile        | 51°S               | 950 m                               | Forta influència del gel marí del sud de Patagònia que fa un estiu fresc i això restringeix el creixement dels arbres                            |
| Illa Navarino, Xile                         | 55°S               | 600 m                               | La forta influència marítima fa que l'estiu sigui fresc i això restringeix el creixement dels arbres                                             |

### Límit arbori àrtic
Està influenciat per variables locals com l'aspecte geogràfic del pendent i el grau de protecció. El permagel té una gran influència en l'arrelament, ja que si és molt superficial el vent pot tombar els arbres fàcilment. Sovint els arbres creixen millor i més al nord al voltant dels rius i llacs. Els corrents marítims també hi influeixen: 
| Localitat                                | Longitud aproximada | Latitud aproximada del límit arbori | Notes |
| ---------------------------------------- | ------------------- | ----------------------------------- | --- |
| Noruega                                  | 24°E                | 70°N                                | El Corrent de l'Atlàntic Nord fa el clima de la regió més càlid que altres a la mateixa latitud. En particular evita el permagel. |
| Sibèria occidental                       | 75°E                | 66°N                                | |
| Sibèria Central                          | 102°E               | 72°N                                | Clima continental extremat i per això l'estiu és prou calent per permetre créixer els arbres a les latituds més altes del món arribant a 72° 28′ N a Ari-Mas (102° 15′ E) a la vall del riu Novaya, un afluent del riu Khatanga i a més al nord a Lukunsky a 72° 31′ N, 105° 03′ E a l'est del riu Khatanga. |
| Extrem orient rus (Kamtxatka i Txukotka) | 160°E               | 60°N                                | El corrent Oyashio i vents forts afecten les temperatures de l'estiu i fan que no hi puguin créixer els arbres. Les Illes Aleutianes pràcticament no tenen arbres. |
| Alaska                                   | 152°W               | 68°N                                | Les muntanyes Brooks Range tanquen el pas de l'aire fred de l'oceà àrtic. |
| Territoris del Nord-oest, Canadà         | 132°W               | 69°N                                | El límit arbori ultrapassa el cercle polar per l'estiu relativament càlid gràcies al clima continental |
| Nunavut                                  | 95°W                | 61°N                                | Influència de la Badia Hudson que és molt freda i fa desplaçar el límit arbori cap al sud. |
| Península de Labrador                    | 72°W                | 56°N                                | Influència molt forta, sobre les temperatures d'estiu, del Corrent de Labrador. En algunes zones el límit arbori està només a 53°N. |
| Groenlàndia                              | 50°W                | 64°N                                | Hi manquen les espècies autòctones d'arbres adaptats al clima més fred. En general hi creixen els bedolls. Alguns arbres autòctons amb un creixement molt lent es troben al fiord de Kangerlussuaq (Søndre Strømfjord), 67°N.                                                                                |

### Límit arbori antàrtic

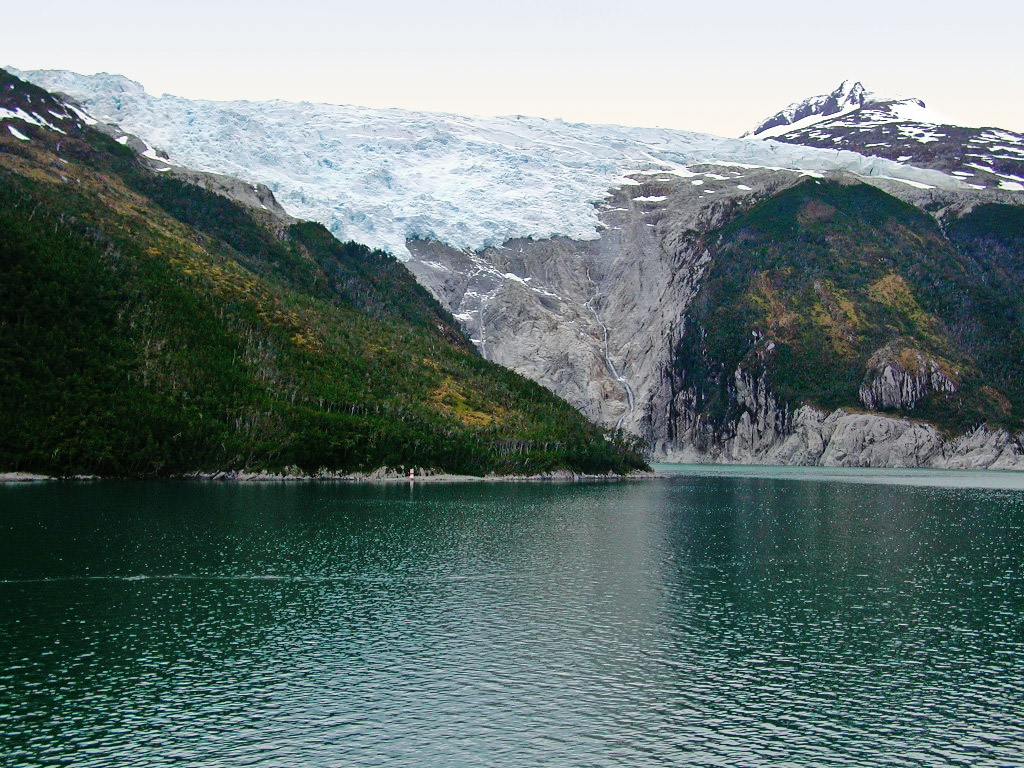
Arbres en la costa del canal de Beagle, 55°S.

Les illes Kerguelen, Illa Saint-Paul, Geòrgia del Sud, Òrcades del Sud, i altres illes subantàrtiques estan molt exposades al vent o són massa fredes (amb tundra) i sense arbres autòctons. La península antàrtica és el punt més al nord de l'Antàrtida i amb el clima relativament més suau. Està a 1.080km del Cap d'Hornos a la Terra del Foc (a la qual hi ha arbres). Però no hi ha arbres i, de fet, la flora vascular és de només dues espècies. Tampoc hi ha arbres en les properes illes subantàrtiques.